# 休伊特 (北卡羅萊納州)
休伊特（英語：Hewitt）是位於美國北卡羅萊納州斯溫縣的非建制地區。

## 歷史
休伊特的郵局於1887年設立，其後於1927年停運。

## 地理
休伊特所處的海拔為高於海平面588米（即1929英呎），而該地所採用的時區為UTC-5，即北美东部时区（EST）。同時該地設有夏令時間，為UTC-5調快一小時，即UTC-4（EDT）。